# Брейтон (Айова)
Брейтон (англ. Brayton) — місто (англ. city) в США, в окрузі Одюбон штату Айова. Населення — 143 особи (2020).

## Географія
Брейтон розташований за координатами 41°32′41″ пн. ш. 94°55′49″ зх. д. / 41.54472° пн. ш. 94.93028° зх. д. (41.544804, -94.930348).  За даними Бюро перепису населення США в 2010 році місто мало площу 1,60 км², уся площа — суходіл.

## Демографія
Згідно з переписом 2010 року, у місті мешкало 128 осіб у 62 домогосподарствах у складі 33 родин. Густота населення становила 80 осіб/км².  Було 70 помешкань (44/км²).
Расовий склад населення:
| - 98,4 % — білих |

До двох чи більше рас належало 1,6 %. Частка іспаномовних становила 0,8 % від усіх жителів.
За віковим діапазоном населення розподілялося таким чином: 20,3 % — особи молодші 18 років, 58,6 % — особи у віці 18—64 років, 21,1 % — особи у віці 65 років та старші. Медіана віку мешканця становила 43,0 року. На 100 осіб жіночої статі у місті припадало 113,3 чоловіків;  на 100 жінок у віці від 18 років та старших — 112,5 чоловіків також старших 18 років.
Середній дохід на одне домашнє господарство  становив 40 601 долар США (медіана — 37 321), а середній дохід на одну сім'ю — 51 361 долар (медіана — 55 625). Медіана доходів становила 40 341 долар для чоловіків та 21 250 доларів для жінок. За межею бідності перебувало 11,4 % осіб, у тому числі 15,4 % дітей у віці до 18 років та 21,7 % осіб у віці 65 років та старших.
Цивільне працевлаштоване населення становило 81 осіб. Основні галузі зайнятості: будівництво — 16,0 %, сільське господарство, лісництво, риболовля — 13,6 %, транспорт — 12,3 %.